# Polygonia interrogationis
Polygonia interrogationis  (лат.) — вид бабочек из рода углокрыльниц, обитающий в Северной Америке. P. interrogationis скрытны. Нижняя сторона их крыльев замаскирована и напоминает опавшие листья. Это позволяет им прятаться от хищников.  Представители вида быстро летают, иногда садясь на ветки, стволы деревьев или засохшую листву. Самцы и самки внешне похожи. Обитают в лесистых районах с небольшим количеством открытого пространства, в городских парках, пригородах и полянах.

## Таксономия
Polygonia interrogationis была описана в 1798 году Иоганном Христианом Фабрицием.

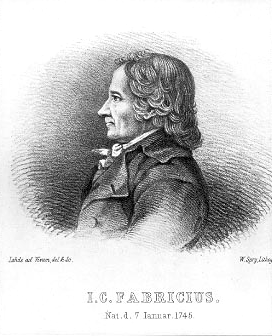
Иоганн Христиан Фабриций, впервые описавший этот вид бабочек в 1798 году

## Описание

### Имаго
Размах крыльев взрослых особей составляет 5,2-6,4 сантиметра. Края крыльев мучнисто-белые. Верхняя поверхность передних крыльев оранжевая с тёмными пятнами. Как и в случае с Polygonia comma, существуют две цветовые формы, которые обычно соотносятся с «летним» (называется umbrosa; рождаются с июня по август) и «зимним» (называется fabricii; рождаются с августа по октябрь) взрослыми поколениями. Зимняя форма имеет более белый край крыльев и более длинные хвостики, в то время как летняя форма имеет более тёмные задние крылья и более короткие хвостики. Нижняя поверхность крыльев серовато-розовая, что напоминает мёртвый лист; имеются два маленьких серебристых пятнышка, которые и создают рисунок «знака вопроса», что и дало английское название вида (Question Mark). Но иногда, точка в форме вопросительного знака может либо быть маленькой, либо вовсе отсутствовать.

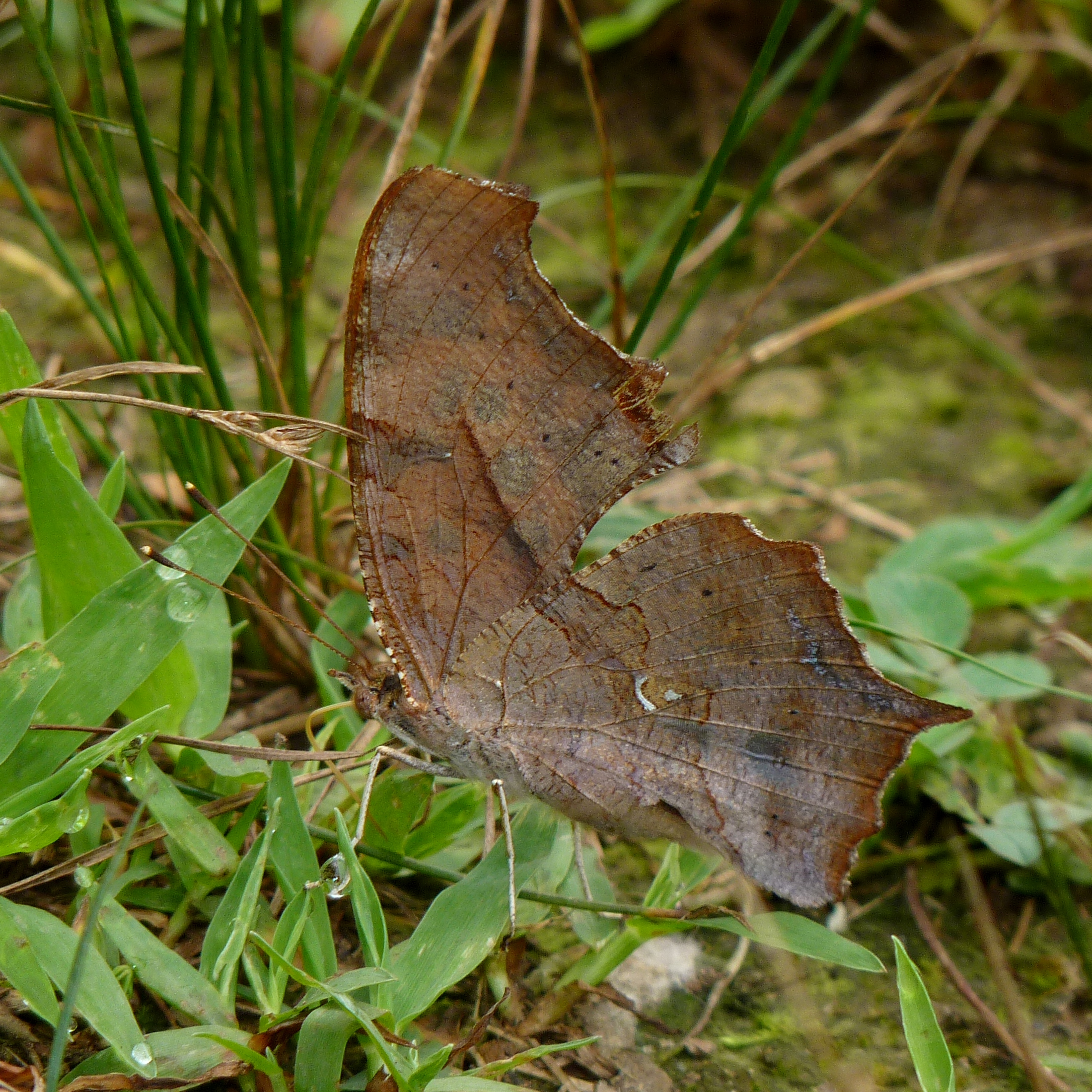
Нижняя сторона крыльев
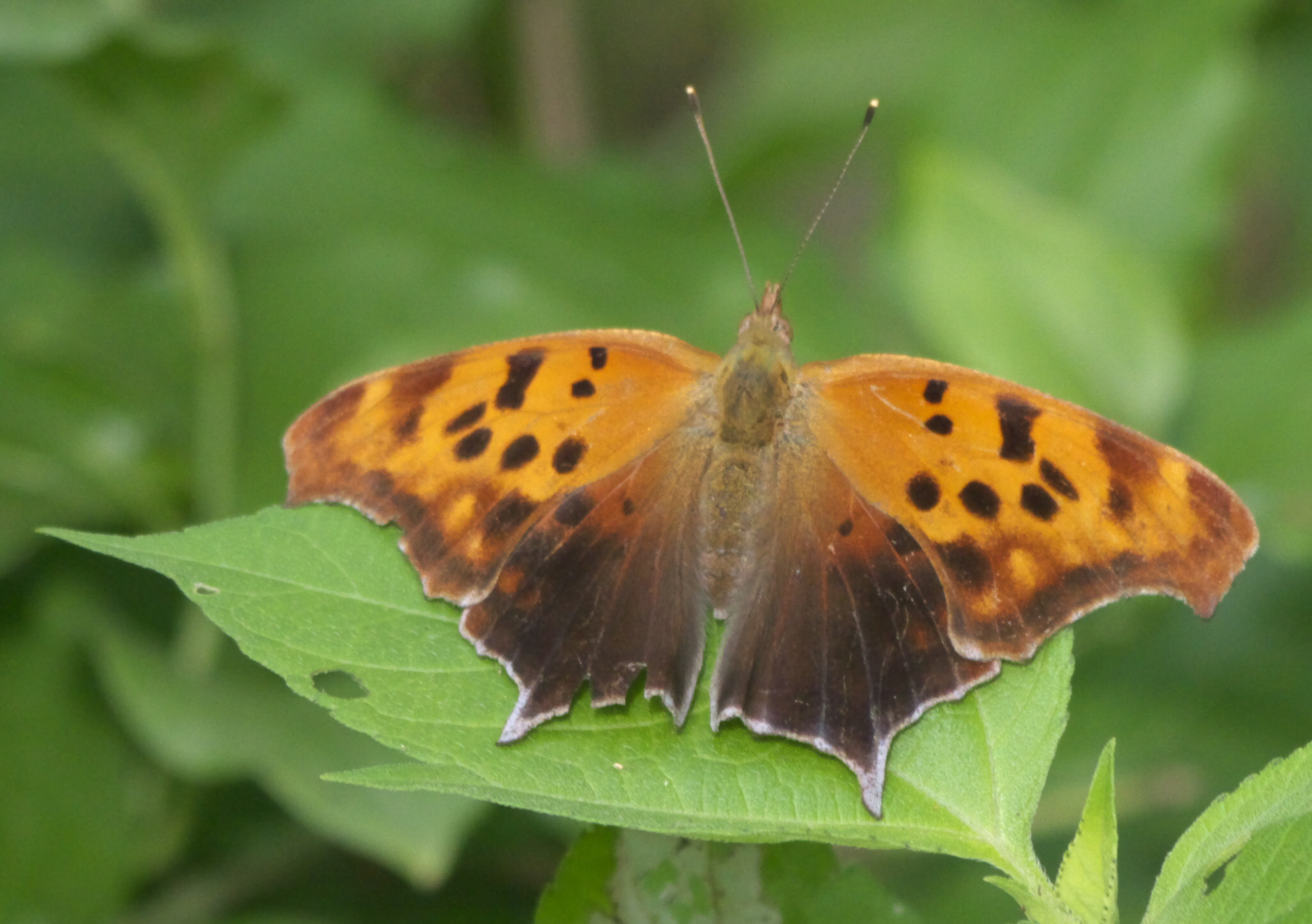
Летняя форма

Polygonia interrogationis можно отличить от близкородственной Polygonia comma по серебристому «вопросительному знаку» в середине заднего крыла, большему размеру, более сильно изогнутому краю переднего крыла и более длинному хвосту заднего крыла.

### Преимагинальные стадии
Яйцо зелёное, откладывается по одному либо маленькими группами одно на другое, вертикальными столбами.
Взрослые гусеницы достигают 36 мм в длину. Голова красновато-коричневая, с короткими шипами и парой ветвистых шипов на макушке. Окрас тела чёрный с переменными белыми или желтоватыми линиями и пятнами, а также рядами разветвлённых шипов (щитков). У некоторых гусениц линии и пятна скрывают большую часть чёрного фона, из-за чего гусеницы кажутся желтоватыми. Цвет шипов варьируется от жёлтого и оранжевого до чёрного.
Куколки варьируются по цвету от коричневого до тёмно-коричневого. На нижней стороне у них есть выступающий киль на тораксе и два ряда из четырёх серебристо-белых пятен, а также двойной ряд точек с красноватыми кончиками на брюшных сегментах. Куколки прикрепляются кремастером к шёлковой подушечке.

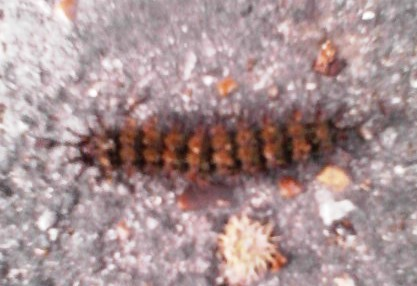
Гусеница
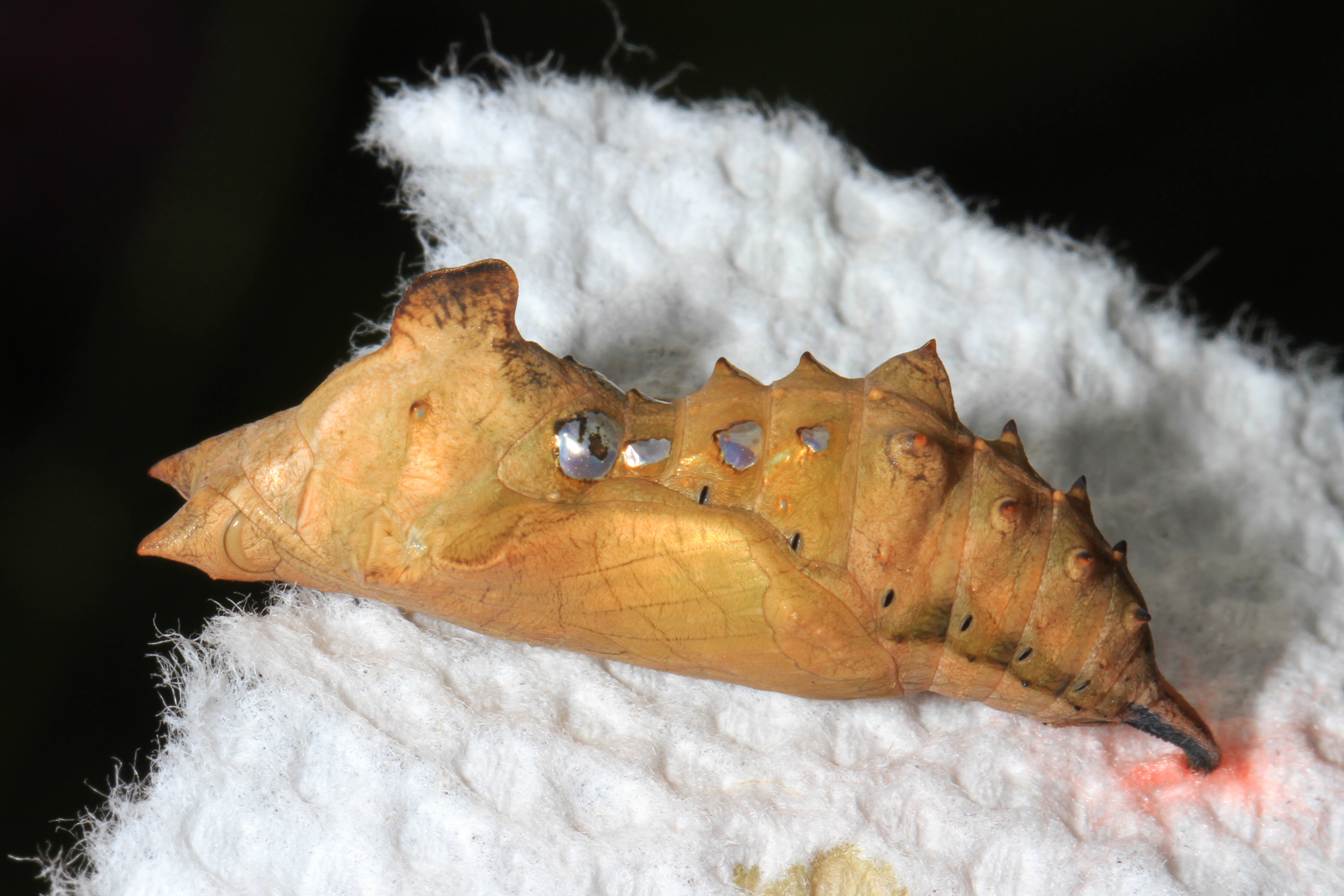
Куколка

## Распространение

Карта распространения в Западной Виргинии

Ареал простирается от юга Канады на юг до Флориды. Ареал простирается на запад до Аризоны, Вайоминга и Колорадо. Они также встречаются в Мексике. Максимальная высота, на которой обитает P. interrogationis — 500 м над уровнем моря.

## Жизненный цикл
Яйца откладываются поодиночке или кучками на нижнюю сторону новых листьев растения-хозяина, либо на ближнее растение, которое однако, не является кормовым растением гусениц. Гусеницы не стадны.
Существует два поколения в год, при этом летний выводок, вероятно, находится в состоянии покоя (состояние летнего покоя) в течение части лета в качестве взрослых особей, а осенне-зимний выводок зимует во взрослом состоянии. Некоторые взрослые особи зимнего выводка мигрируют на юг осенью и на север весной. Весь жизненный цикл длится несколько месяцев. Во взрослом состоянии, бабочки живут от 6 до 20 дней.
Самцы садятся на солнце на листву или стволы деревьев и вылетают, чтобы защитить территорию и встретиться с самками, а иногда и преследовать других насекомых или даже птиц.

## Естественные враги и паразиты
Вместе с теми, кто питается гусеницами, на гусеницах паразитируют ежемухи (Compsilura concinnata, Euphorocera claripennis, Eusisyropa blanda, Eusisyropa virilis, Exorista mella, Lespesia aletiae) и наездники Pterocormus caliginosus, Hoplismenus morulus, Phobocampe confusa, Pteromalus vanessae, Telenomus graptae.

## Питание
Основными кормовыми растениями гусениц являются вяз американский и вяз крылатый. Реже в качестве питания используются каркас западный и Celtis laevigata.
Взрослые питаются гниющими фруктами, древесным соком, навозом и падалью. Только когда они недоступны, P. interrogationis посещают такие цветы, как ваточник сирийский, астра и Clethra alnifolia. Напиваясь соком из бродящих фруктов, взрослые часто кажутся опьянёнными и неохотно летают, даже если к ним прикоснуться.

## Охранный статус и угрозы
Организация по охране природы The Nature Conservancy рассматривает Polygonia interrogationis в статусе G5, что означает, что хотя они и не находятся в опасности в глобальном масштабе, но могут быть довольно редкими в некоторых частях своего ареала, особенно на его периферии. Насчитывается примерно 1 000 000 млн особей. Из-за его широкого ареала, МСОП присвоил ему статус «Вида, вызывающего наименьшие опасения».

### Угрозы
Нет никаких зарегистрированных угроз широкого диапазона, влияющих на P. interrogationis. Однако, из-за масштабов его распространения, вполне вероятно, что существуют региональные угрозы для этого вида в меньших масштабах. Например, сообщения о снижении встречаемости в Огайо, вероятно, частично были вызваны снижением качества среды обитания и интенсификацией сельского хозяйства. Деградация среды обитания и изменение климата негативно сказываются на многих видах бабочек, поэтому необходимы дальнейшие исследования потенциальных угроз.